# Catedral de Chichester
A Catedral da Santíssima Trindade, também chamada Catedral de Chichester, é a sede do bispo anglicano de Chichester. Está localizada em Chichester, em Sussex, Inglaterra. Foi constituída como uma catedral em 1075, quando a sede do bispado foi transferida de Selsey.